# Alfredo Chinetti
Alfredo Chinetti (Cavaria con Premezzo, 11 luglio 1949) è un ex ciclista su strada italiano.

## Carriera
Professionista dal 1975 al 1985, in carriera ha ottenuto la vittoria di una tappa alla Vuelta a España, una del Giro del Trentino, una della Vuelta a Catalunya e la Coppa Placci del 1982.
Gregario importante, è stato alle dipendenze di campioni come Eddy Merckx o Davide Boifava.
Nella sua carriera ha, inoltre, conquistato tre podi al Giro di Lombardia. Resta il rimpianto dell'esito del campionato del mondo 1982 a Goodwood, in Gran Bretagna, vinto da Giuseppe Saronni. In quella corsa, Chinetti rimase in fuga con l'olandese Theo De Rooy fino a pochi chilometri dal traguardo, ma fu poi costretto a desistere per rispettare gli ordini di squadra.

## Palmarès
- 1971 (dilettanti)

Piccolo Giro di Lombardia
1ª tappa Settimana Ciclistica Bergamasca (Cesano Boscone > Rivoltella del Garda)
- 1972 (dilettanti)

3ª tappa Settimana Ciclistica Bergamasca (Petosino > Petosino)
- 1973 (dilettanti)

Classifica generale Giro della Regione Friuli Venezia Giulia
Coppa Fiera di Mercatale
2ª tappa Giro della Valle d'Aosta (Morgex > Rhêmes-Notre-Dame)
- 1976 (Jolly Ceramica, una vittoria)

4ª tappa, 2ª semitappa Volta Ciclista a Catalunya (Mollet del Vallès > Manresa)
- 1978 (Selle Royal, una vittoria)

5ª tappa, 2ª semitappa Vuelta a Asturias (Luarca > Luarca)
- 1979 (Scic, una vittoria)

2ª tappa Giro del Trentino (Riva del Garda > Riva del Garda)
- 1981 (Inoxpran, una vittoria)

2ª tappa Vuelta a España (Avilés > León)
- 1982 (Inoxpran, una vittoria)

Coppa Placci
- 1984 (Supermercati Brianzoli, una vittoria)

Giro della Provincia di Reggio Calabria

## Piazzamenti

### Grandi giri
- Giro d'Italia

1975: 29º
1976: 56º
1977: 25º
1978: 13º
1979: 29º
1980: 20º
1983: 67º
1984: 14º
1985: 55º
- Tour de France

1982: 109º
- Vuelta a España

1981: 27º

### Classiche monumento
- Milano-Sanremo

1975: 13º
1978: 11º
1983: 21º
1984: 15º
- Giro di Lombardia

1974: 25º
1975: 3º
1980: 2º
1981: 3º
1983: 10º
1984: 22º
1985: 24º

### Competizioni mondiali
- Campionati del mondo

Goodwood 1982 - In linea: 29º